# Odostomia whitei
Odostomia whitei är en snäckart som beskrevs av Bartsch 1927. Odostomia whitei ingår i släktet Odostomia och familjen Pyramidellidae. Inga underarter finns listade i Catalogue of Life.